# Relazione di equipollenza
In geometria euclidea, la relazione di equipollenza è una relazione binaria tra segmenti orientati.
Due segmenti orientati (A,B) e (C,D) con A≠B e C≠D si dicono equipollenti se hanno:
- la stessa lunghezza;
- la stessa direzione;
- lo stesso verso;

Tutti i segmenti nulli si considerano equipollenti. Si verifica facilmente che questa relazione è una relazione di equivalenza. Una singola classe di equivalenza (detta anche classe di equipollenza) è detta "vettore libero".